# Uber Cup 2012/Qualifikation Afrika
Die Qualifikation zum Uber Cup 2012 des afrikanischen Kontinentalverbandes fand vom 22. bis zum 25. Februar 2012 in Addis Abeba statt.

## Gruppe A

### Endstand
| Platz | Land      | Spiele | gew. | verl. | Pkte. gew. | Pkte. verl. | Qualif. |
| ----- | --------- | ------ | ---- | ----- | ---------- | ----------- | ------- |
| 1     | Südafrika | 3      | 3    | 0     | 15         | 0           | ja      |
| 2     | Mauritius | 3      | 2    | 1     | 10         | 5           | ja      |
| 3     | Uganda    | 3      | 1    | 2     | 5          | 10          |         |
| 4     | Äthiopien | 3      | 0    | 3     | 0          | 15          |         |

|           | Ergebnis |           |
| --------- | -------- | --------- |
| Südafrika | 5-0      | Uganda    |
| Mauritius | 5-0      | Äthiopien |
| Mauritius | 5-0      | Uganda    |
| Südafrika | 5-0      | Äthiopien |
| Südafrika | 5-0      | Mauritius |
| Äthiopien | 0-5      | Uganda    |

## Gruppe B

### Endstand
| Platz | Land    | Spiele | gew. | verl. | Pkte. gew. | Pkte. verl. | Qualif. |
| ----- | ------- | ------ | ---- | ----- | ---------- | ----------- | ------- |
| 1     | Nigeria | 2      | 2    | 0     | 10         | 0           | ja      |
| 2     | Ägypten | 2      | 1    | 0     | 5          | 5           | ja      |
| 3     | Marokko | 2      | 0    | 2     | 0          | 10          |         |

|         | Ergebnis |         |
| ------- | -------- | ------- |
| Nigeria | 5-0      | Ägypten |
| Nigeria | 5-0      | Marokko |
| Ägypten | 5-0      | Marokko |

## Endrunde
|  | Halbfinale      | Halbfinale      |           |         | Finale          | Finale          |
|  |                 |                 |           |         |                 |                 |
|  | 2012/2/23 08:30 |                 |           |         |                 |                 |
|  | Südafrika       | 3               |           |         |                 |                 |
|  | Ägypten         | 0               |           |         | 2012/2/25 09:00 | 2012/2/25 09:00 |
|  |                 |                 | Südafrika | 3       |                 |                 |
|  | 2012/2/23 14:00 | 2012/2/23 14:00 |           | Nigeria | 1               |                 |
|  | Mauritius       | 2               |           |         |                 |                 |
|  | Nigeria         | 3               |           |         |                 |                 |
|  |                 |                 |           |         |                 |                 |